# Deng Hua
Deng Hua (Hunan, 28 aprile 1910 – Shanghai, 3 luglio 1980) è stato un politico e generale cinese dell'Esercito Popolare di Liberazione.
È stato vice-comandante dell'Esercito popolare dei volontari durante la guerra di Corea, dopo che il maresciallo Peng Dehuai ritornò in Cina per sottoporsi a trattamenti medici.
Divenne in seguito al ritiro di Peng l'effettivo comandante in capo e commissario politico dell'Esercito Popolare dei Volontari. In seguito alla guerra di Corea prestò servizio come comandante della regione militare dello Shenyang fino al 1959. Morì a Shanghai nel 1980.